# Tellef Wagle
Tellef Kristian Wagle (Porsgrunn, 16 de julho de 1883 — Oslo, 2 de dezembro de 1957) foi um velejador norueguês, campeão olímpico. Ele competiu nos Jogos Olímpicos de Verão de 1920 na classe 8 Metre e conquistou a medalha de ouro na disputa realizada segundo as regras de 1907 a bordo do Irene com Carl Ringvold, Thorleif Holbye, Alf Jacobsen e Kristoffer Olsen.